# Heliophila macowaniana
Heliophila macowaniana är en korsblommig växtart som beskrevs av Rudolf Schlechter. Heliophila macowaniana ingår i släktet solvänner, och familjen korsblommiga växter. Inga underarter finns listade i Catalogue of Life.